# Die Hindenburg
Die Hindenburg ist ein von Robert Wise produzierter und inszenierter Katastrophenfilm aus dem Jahr 1975, der von der letzten Reise und der Zerstörung des deutschen Verkehrsluftschiffes LZ 129 „Hindenburg“ im Jahr 1937 handelt. Dabei wird zugunsten der Spannung eine fiktive Geschichte erzählt, die auf Spekulationen über einen Anschlag auf das Luftschiff basiert. Grundlage für das Drehbuch war vor allem das Buch Hindenburg. Der letzte Flug von LZ 129 (Originaltitel: The Hindenburg) von Michael Mooney.

## Handlung
Durch Drohungen gewarnt und um das Gerücht zu überprüfen, ein Saboteur könne die Fahrt des Luftschiffes Hindenburg nach Amerika behindern und dieses bedeutsame Symbol des Dritten Reiches vernichten, beauftragt die Gestapo den Luftwaffenoberst Franz Ritter mit der Überwachung der Sicherheit des Luftschiffes und schleust gleichzeitig einen Agenten unter die Passagiere.
Vieles scheint verdächtig, und im Zuge von Nachforschungen gesteht ein Besatzungsmitglied Franz Ritter, dass er eine Bombe an Bord versteckt hat, die nach der Landung explodieren soll. Ritter, der selbst auch keineswegs zufrieden mit der Politik des NS-Regimes ist, ist unschlüssig und versucht Zeit zu gewinnen.
Kurz vor der Landung in Lakehurst, New Jersey, entschließt er sich zum Widerstand. Die Bombe soll 90 Minuten nach der Landung explodieren. Doch die Landung verzögert sich. Franz Ritter versucht zwar noch, die Katastrophe abzuwenden, doch zu spät. Er und 35 andere finden in den Flammen den Tod.

## Produktion

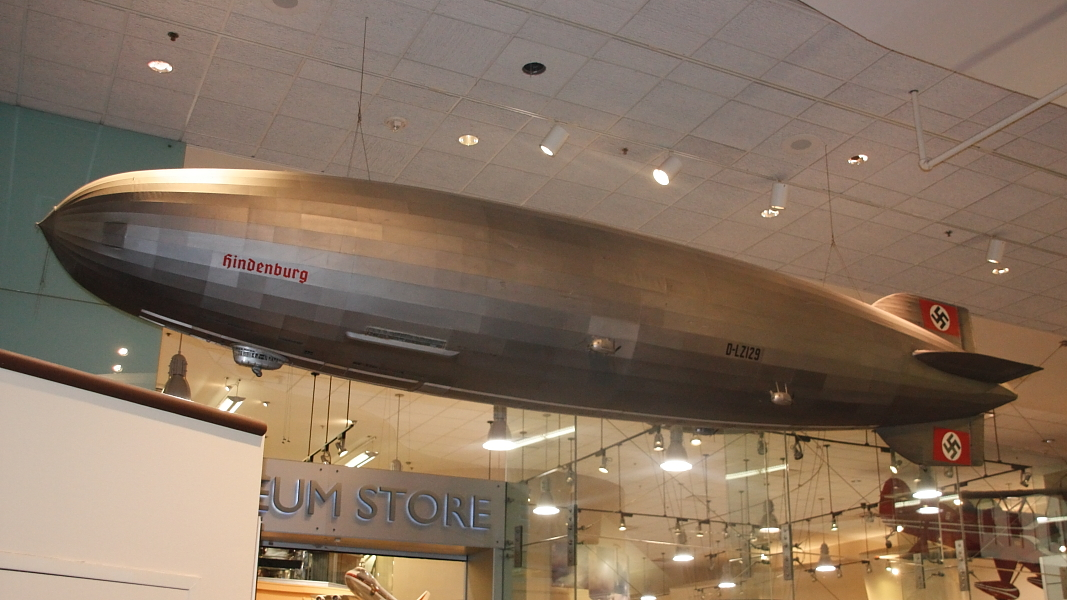
Das für den Film genutzte Modell der Hindenburg

Einige Szenen sind an reale Vorkommnisse der Zeppeline angelehnt, die allerdings nicht auf der letzten Fahrt des Zeppelins stattfanden. So beschreibt der Film eine Situation, in der die Bespannung des Luftschiffs reißt und unter großen Gefahren für einige Mannschaftsmitglieder repariert wird. Ein zugrunde liegender Vorfall ereignete sich am 13. Oktober 1928 auf dem Luftschiff LZ 127 „Graf Zeppelin“ bei dessen erster Nordatlantikfahrt. Auch der Blüthner-Flügel, der im Film gezeigt wird, befand sich bei den Fahrten 1937 nicht mehr an Bord.
Beweise über einen Anschlag auf die Hindenburg sind bis heute nicht gefunden worden, es gibt nur Spekulationen über das, was passiert ist. Womöglich haben elektrische Spannungen die neuartige Lackierung der Außenwand entzündet, oder es wurde eine Bombe an Bord geschmuggelt.
Der Film kommt mit nur einem Modell aus. Die Außenaufnahmen des Zeppelins bestehen zum großen Teil aus Matte Paintings des Spezialisten Albert Whitlock. Diese Arbeit wurde 1976 mit dem Oscar für die besten Spezialeffekte ausgezeichnet. Das über sieben Meter lange Modell aus dem Film ist heute im National Air and Space Museum in Washington, D.C. zu sehen.
Dass es der Film mit Tatsachen nicht so genau nimmt, zeigt sich unter anderem daran, dass einer der Passagiere wegen der bevorstehenden Übernahme von Opel durch General Motors nach Amerika reist; denn Opel wurde bereits 1929 von GM übernommen.

## Besetzung und deutsche Synchronsprecher
| Schauspieler      | Rollenname               | Deutscher Synchronsprecher |
| ----------------- | ------------------------ | -------------------------- |
| George C. Scott   | Oberst Franz Ritter      | Helmut Wildt               |
| Anne Bancroft     | Gräfin Ursula            | Eva Katharina Schultz      |
| William Atherton  | Boerth                   | Norbert Gescher            |
| Roy Thinnes       | Martin Vogel             | Norbert Langer             |
| Gig Young         | Edward Douglas           | Claus Biederstaedt         |
| Burgess Meredith  | Emilio Pajetta           | Wolfgang Lukschy           |
| Charles Durning   | Kapitän Max Pruss        | Heinz-Theo Branding        |
| Richard A. Dysart | Kapitän Ernst A. Lehmann | Klaus Miedel               |
| Robert Clary      | Joe Spah                 | Joachim Röcker             |
| René Auberjonois  | Major Napier             | Thomas Danneberg           |
| Peter Donat       | Reed Channing            | Jürgen Thormann            |
| Alan Oppenheimer  | Albert Breslau           | Wolfgang Völz              |
| Katherine Helmond | Mildred Breslau          | Bettina Schön              |
| Joanna Moore      | Mrs. Channing            | Inge Landgut               |
| Stephen Elliott   | Captain Fellows          | Heinz Petruo               |
| Sandy Ward        | Detektiv Grunberger      | Gerd Holtenau              |
| Herbert F. Nelson | Hugo Eckener             | Kurt Mühlhardt             |
| Joyce Davis       | Eleanor Ritter           | Agi Prandhoff              |
| Colby Chester     | Elliott Howell           | Dieter B. Gerlach          |
| Lisa Pera         | Freda Halle              | Almut Eggert               |
| Ruth Kobart       | Hattie                   | Lu Säuberlich              |
| David Mauro       | Joseph Goebbels          | Eric Vaessen               |
| Ted Gehring       | Knorr                    | Hans Walter Clasen         |
| Kip Niven         | Lt. Truscott             | Manfred Lehmann            |
| Peter Canon       | Luedecke                 | Manfred Grothe             |
| Jean Rasey        | Valerie Breslau          | Rebecca Völz               |

## Veröffentlichung

### Kino und Fernsehen
Welturaufführung des Films war am 25. Dezember 1975 (USA), die deutsche Erstaufführung am 16. April 1976 und die erste Aufführung der ungekürzten Filmversion in Deutschland am 13. August 1995 als Fernseh-Ausstrahlung auf West 3. Die grammatikalische Korrektheit des deutschen Verleihtitels ist umstritten. Die Firma Zeppelin benutzte in zeitgenössischen Veröffentlichungen auch die männliche Namensform „Der Hindenburg“.

### Heimkino-Veröffentlichungen
- The Hindenburg. Piccolo Film / Universal Eight – 1979 -  Super 8, Englisch, Deutsch, Spanisch, Portugiesisch
- The Hindenburg. Universal Pictures 1998 – US-DVD, Englisch
- Die Hindenburg. Universal Pictures Germany 2007 – Deutsche DVD, 2.0 Mono, deutsche Untertitel
- Die Hindenburg. Universal Pictures Germany 2015 – Deutsche DVD, Dolby Digital 2.0, deutsche Untertitel
- Die Hindenburg. Universal Pictures Germany 2015 – Deutsche Blu-ray, DTS-HD 2.0, deutsche Untertitel

### Soundtrack
- David Shire: The Hindenburg. Original Motion Picture Soundtrack. Intrada – digital überarbeitete Original-Einspielung der Filmmusik unter der Leitung des Komponisten

## Auszeichnungen und Nominierungen
Die Hindenburg bekam neben dem Oscar für die besten Spezialeffekte vier weitere Nominierungen: für das Szenenbild, die Kamera, den Ton und die Soundeffekte, für die Peter Berkos den zweiten Oscar entgegennehmen konnte.

## Kritiken
- „Ein mit großem Aufwand routiniert inszenierter Katastrophenfilm, der unter Einbindung zeitverhafteter Schicksale das bis heute nicht aufgeklärte Unglück als Folge eines antinazistischen Sabotageaktes erscheinen läßt und ein aktuelles Schlaglicht auf den Stellenwert einer hochentwickelten Technik innerhalb von Ideologie und politischem Gegenkampf wirft.“ – Lexikon des internationalen Films[1]

- „[…] sorgfältig inszenierte, halbdokumentarische Rekonstruktion des nie aufgeklärten Geschehens von bestechender technischer Brillanz; mit eingearbeitet in melodramatischer Hollywoodmanier ist das Gerücht von antinazistischer Sabotage.“ (Wertung: 3  Sterne = sehr gut) – Adolf Heinzlmeier und Berndt Schulz in Lexikon Filme im Fernsehen (Erweiterte Neuausgabe). Rasch und Röhring, Hamburg 1990, ISBN 3-89136-392-3, S. 367